# Dentalium caledonicum
Dentalium caledonicum är en blötdjursart som beskrevs av Victor Scarabino 1995. Dentalium caledonicum ingår i släktet Dentalium och familjen Dentaliidae. Inga underarter finns listade i Catalogue of Life.